# Ángel Rodrigo Gil Torres
Rodrigo Ángel Gil Torres, conocido como Rodri Gil (Cehegín, Región de Murcia, España, 25 de abril de 1985), es un futbolista español que juega en el Mar Menor Fútbol Club, de la Tercera División de España.

## Trayectoria
Formado en las categorías inferiores del Real Murcia y del Real Madrid, en Segunda A defendió los colores del Real Murcia (2003-04) y más tarde, jugó cuatro temporadas en la Segunda División B de España primero con el Real Madrid Castilla y después con el Elche CF. Tras la falta de minutos en el Elche CF firmaría en diciembre de 2009 con el Club de Fútbol Atlético Ciudad de la Segunda División B de España.
Tras varias temporadas en Segunda División B formando parte de las plantillas del Orihuela CF y la RSD Alcalá, en 2012 el ceheginero regresa a su tierra para jugar en el UCAM Murcia Club de Fútbol.
Del Murcia partió hacia tierras Chipriotas donde jugó dos años en la Primera División en Chipre con los clubes Doxa Katakopias (2013-14) y el histórico Omonia Nicosia (2014-15).
En 2015 regresa a España para reforzar las filas del Burgos Club de Fútbol donde disputaría 30 partidos en la temporada 2015-16.
En verano de 2016, vuelve a las filas del Orihuela CF donde jugaría durante las temporadas 2016-17, 2017-18 y 2018-19.